# ヴァリカ

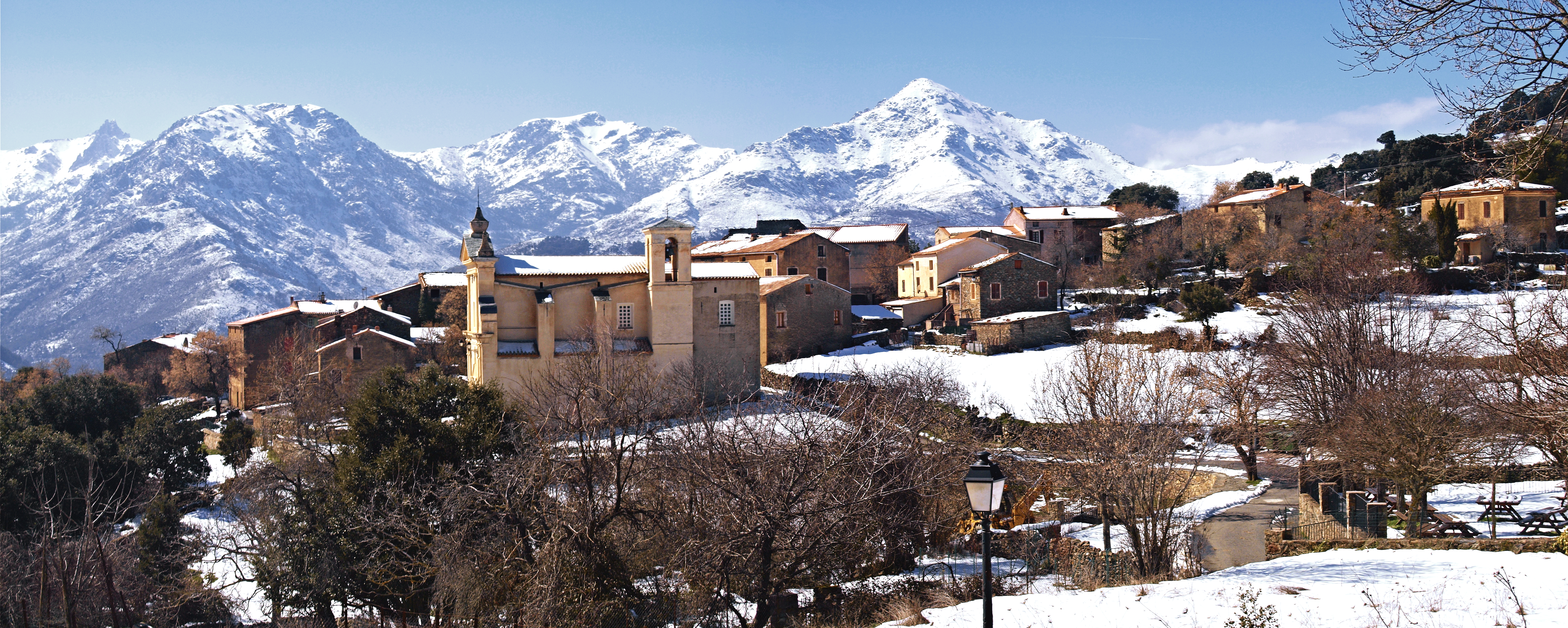
村のパノラマ

ヴァリカ （Vallica）は、フランス、コルス地方公共団体、オート＝コルス県のコミューン。

## 地理
ヴァリカは、ピオジョラ、モーゾレオ、オルミ＝カッペラとともに構成するジュサニ地方（バラーニュを構成する地方）の一部である。この4つのコミューン全てが、コルス地域圏自然公園の一部である。
14世紀初頭、ヴァリカはジュサニのピエーヴ（fr、離村にあって洗礼堂を備えた教会が統率する、宗教的・行政的な区画）の一部であった。
ヴァリカは、島の南西2/3を覆う、3つの岩群で構成される、『コルシカ西部結晶岩』とも呼ばれる古いヘルシニア造山運動時代の地形に属する。村はタルタジーヌ川谷にあり、標高は平均800mあってモンテ・パドロ山（2393m）に面し、ほかの村からは隠れている。
ヴァリカに通じる道路は、ジュサニ地方の3つのコミューンに伸びる県道963号線である。観光センターである鉄道駅や港、空港といったインフラから遠く、ヴァリカには公共交通機関がない。最寄りの鉄道駅は19km離れたパラスカ駅である。

## 住居
中世の集合住宅は、ジュサニ地方のほかの村と同じく、南側を向いて建てられている。荒廃して廃墟となった住居は数多く、地元の石や基礎構造、建具のない開口部がむき出しになっている。一部の住居のファサードには建設された年月が刻まれている。そのほかは改装済みである。ヴァリカに仕事はない。自治体は、近年改装された村の集合住宅を管理している。
村の中心部にある古いパン窯は、わずか40人ほどの住民が暮らすコミューン最後の社会的な集合場所である。

## 歴史
この世のほかの場所から切り離された、標高の高い自然の王国は、バラーニュ地方において最も人口の多い場所だった。ヴァリカにはいまも、タルタジーヌ川に架かるローマ時代の橋を含め、古いローマ時代の占領の痕跡が残っている。ジュサニ地方は、外からの侵入があれば松明で互いに交信する鎖状の監視塔によって保護されていた。監視塔の一つがヴァリカにあった。監視塔は、村の東側にあるラ・シマの古い砦であり、痕跡のみが残る。

## 人口統計
| 1926年 | 2006年 | 2011年 | 2014年 |
| ------ | ------ | ------ | ------ |
| 159    | 39     | 25     | 24     |

参照元:1962年から1999年までは複数コミューンに住所登録をする者の重複分を除いたもの。それ以降は当該コミューンの人口統計によるもの。1999年までEHESS/Cassini、2006年以降INSEE。

## ギャラリー

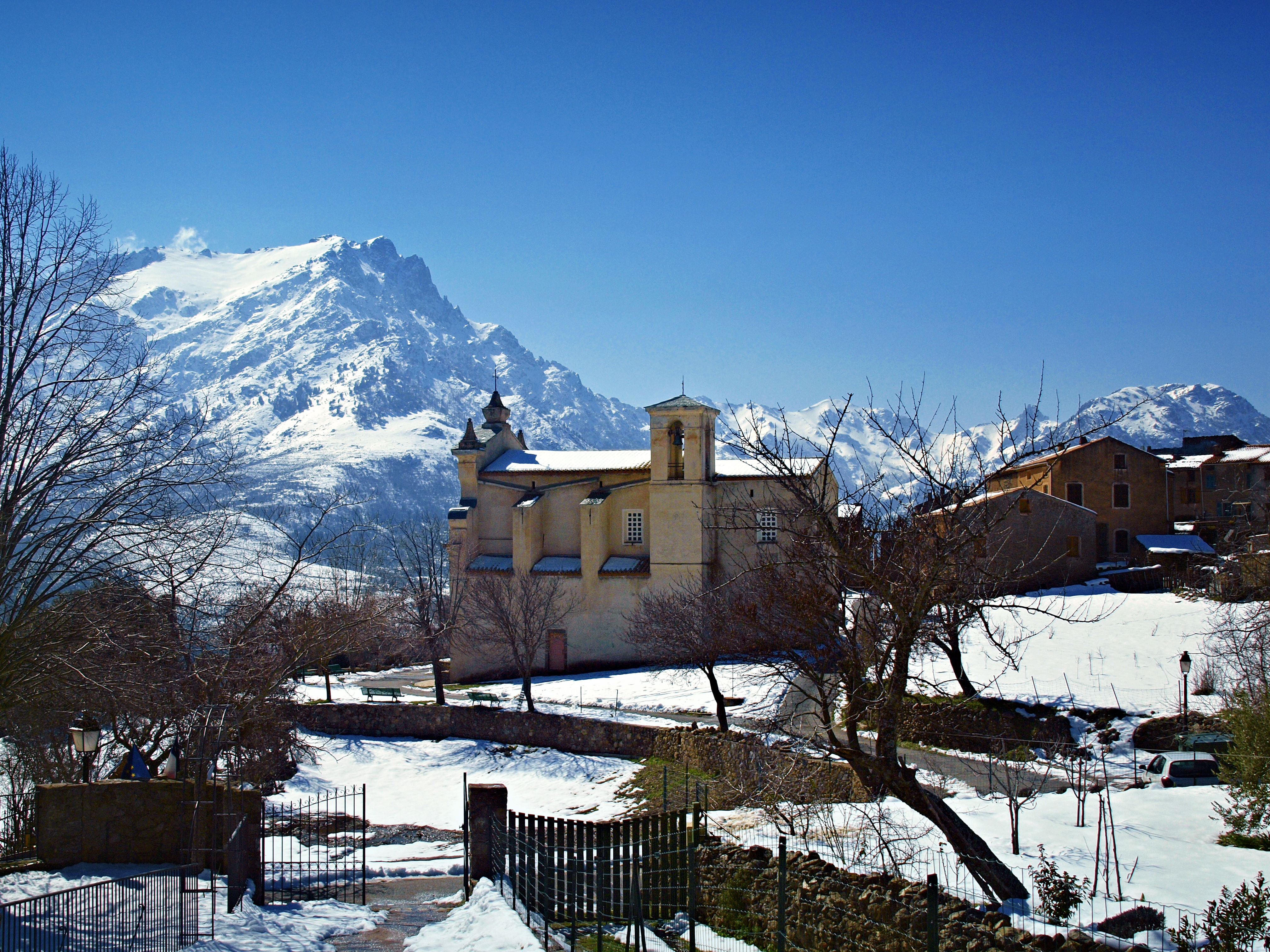
ナティヴィテ教会とモンテ・パドロ山
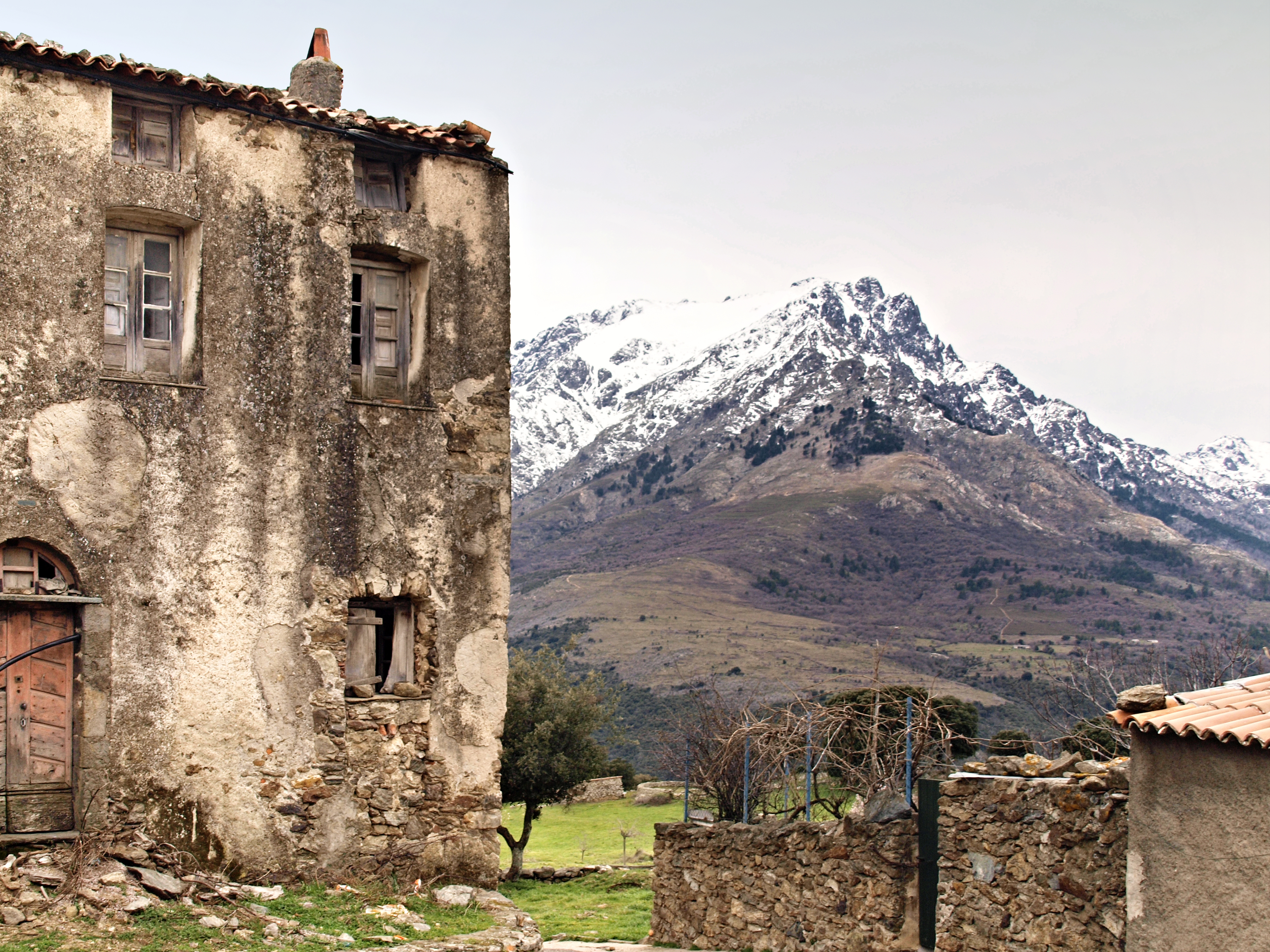
廃屋とモンテ・パドロ
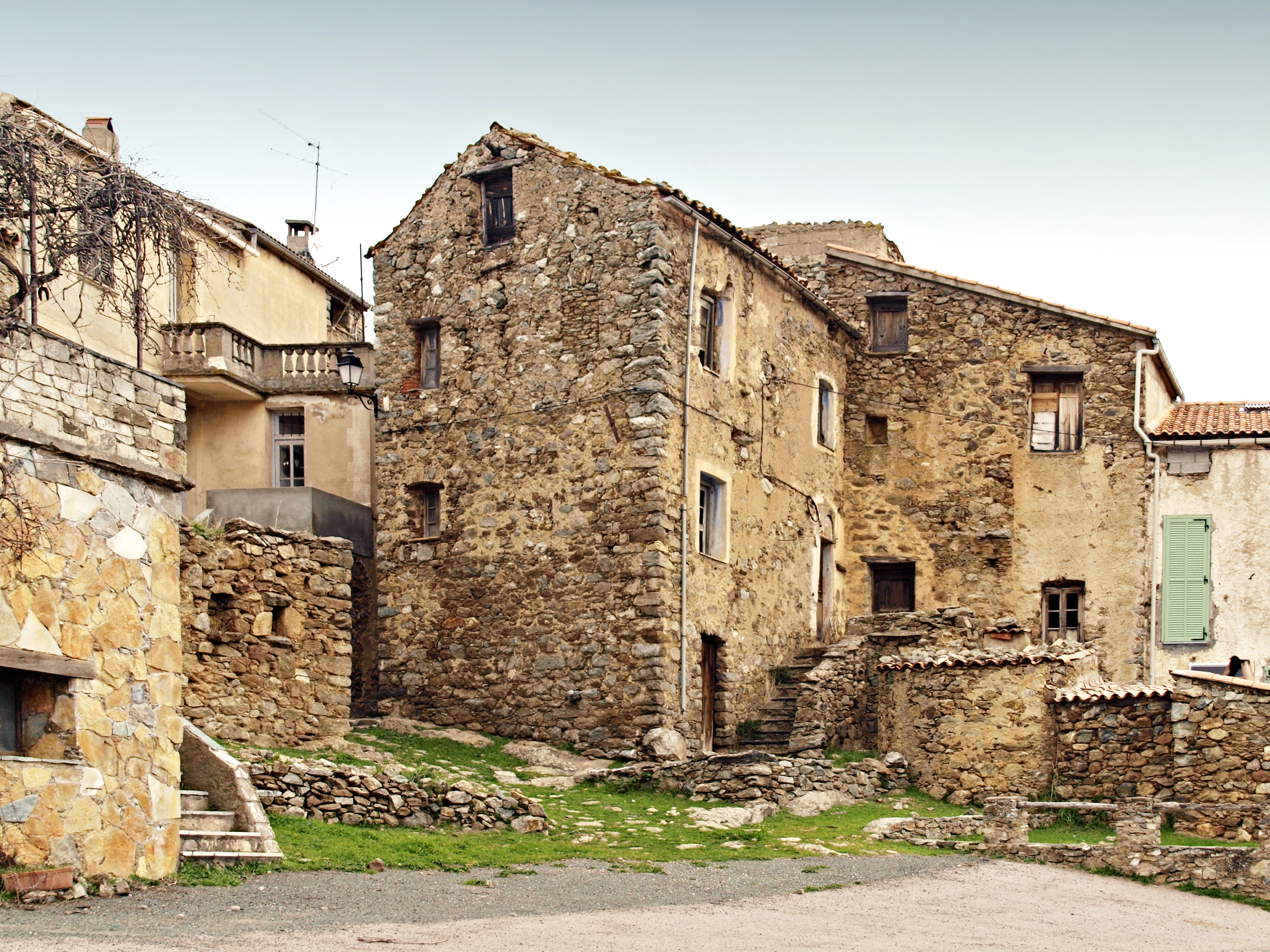
村の広場に面した住宅
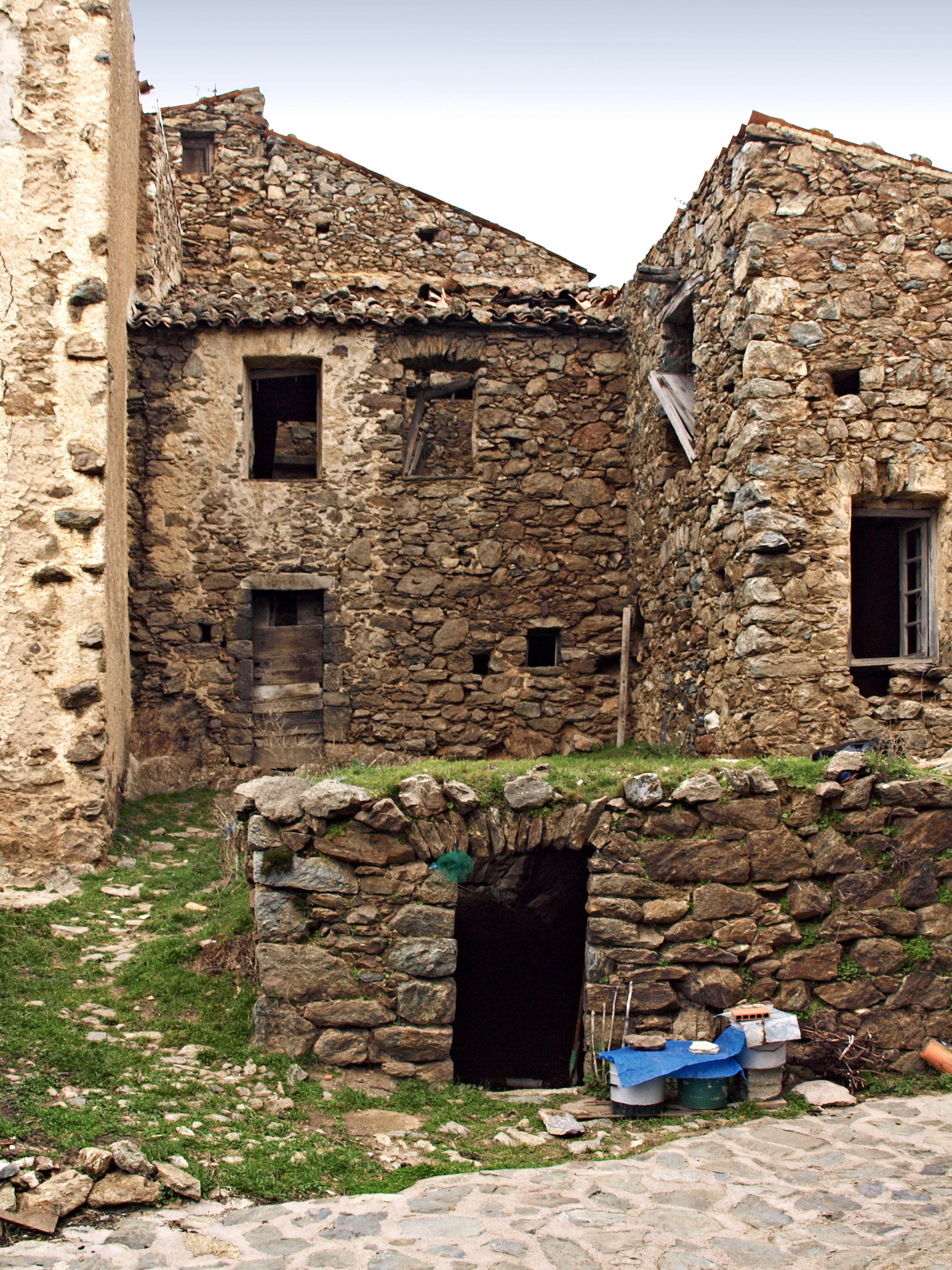
廃屋
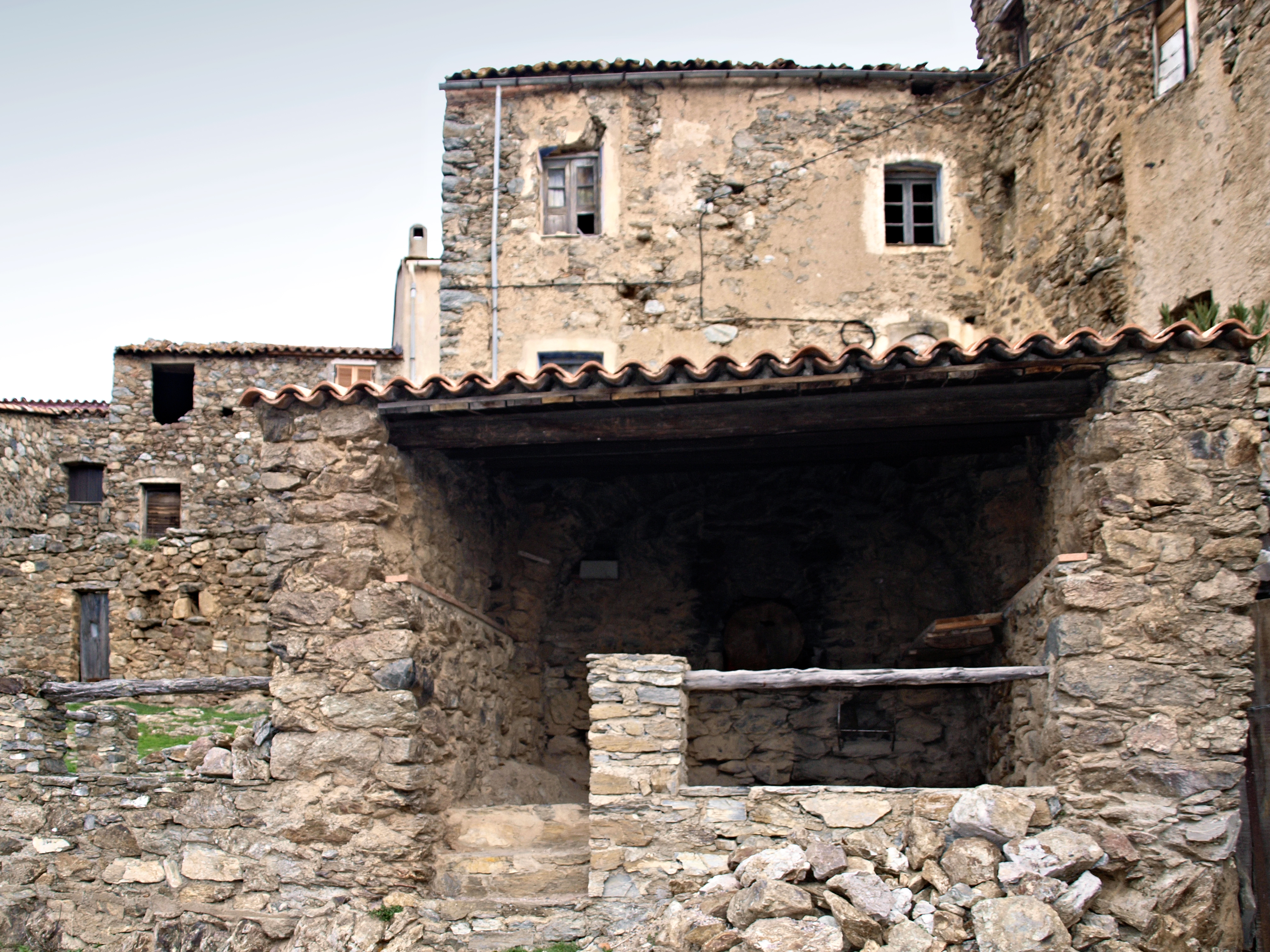
村の中心のパン窯